# Chionaspis pandanicola
Chionaspis pandanicola är en insektsart som beskrevs av Williams och Watson 1988. Chionaspis pandanicola ingår i släktet Chionaspis och familjen pansarsköldlöss.
Artens utbredningsområde är Fiji. Inga underarter finns listade i Catalogue of Life.